# La Grive
La Grive est un roman d'Henri Troyat publié en 1956. Il s'agit du troisième tome de la saga Les Semailles et les moissons, suite d'Amélie. L'action se déroule en 1925.

## Résumé
Denis sert dans le café d'Amélie et Pierre, le Cristal. Il a une liaison avec Clémentine, la nouvelle bonne, déçu par Lucie dont il était amoureux depuis ses seize ans et qui a épousé un employé des wagons-lits. Élisabeth, qui a une santé fragile, est envoyée dans un couvent du Lot sur les conseils du médecin de famille. La petite fille du fait de sa nature sauvage a bien du mal à s'adapter à son nouvel environnement. Lors d'un jeu de "devinettes" où les fillettes doivent tirer une image censée les représenter, Elisabeth tire au sort l'image d'une grive, surnom qui lui restera. Elle se fait une amie, Françoise; malheureusement celle-ci décède d'une pneumonie à la suite d'un coup de froid. À Noël, Pierre vient chercher sa fille au pensionnat. La fillette est bouleversée par la mort de Françoise qu'elle considère comme injuste. Denis travaille dans un autre café à la suite du renvoi de Clémentine, Amélie ayant découvert et désapprouvé leur liaison, puis revient sur l'insistance de sa sœur. Élisabeth repart à Sainte-Colombe où son comportement se dégrade : elle refuse toujours d'accepter la mort de son amie et ne s'intègre pas aux autres groupes. À la suite d'une punition, elle décide de fuguer et prend froid. Elle tombe gravement malade. Amélie se précipite à son chevet et la ramène guérie. Mais la fillette doit tout de même terminer l'année scolaire à Sainte-Colombe. L'été, Élisabeth va trois semaines chez Jérôme puis chez un oncle instituteur pour rattraper son retard. Celui-ci propose à Amélie de garder Elisabeth pour l'année scolaire, pensant qu'elle serait mieux en famille qu'à Sainte-Colombe. Elle y reste et doit tout d'abord aller dans la classe des garçons de son oncle, la directrice de l'école des filles estimant qu'elle a un niveau trop faible et voulant la reculer d'une classe, ce que l'oncle Julien désapprouve. À la suite d'une mésaventure avec un des garçons qui a volé une collection minéralogique pour la lui offrir, Elisabeth a droit à un second entretien avec la directrice de l'école des filles, qui l'accepte dans sa classe. 

## Thèmes principaux
1. Relations interpersonnelles et amoureuses : La liaison de Denis avec Clémentine, ses sentiments déçus envers Lucie et l'amitié entre Élisabeth et Françoise illustrent des dynamiques complexes dans les relations humaines.
2. Perte et deuil : La mort de Françoise et la difficulté d'Élisabeth à accepter sa disparition mettent en lumière le thème universel du deuil et de la manière dont les individus réagissent face à la perte.
3. Famille et communauté : Les interactions au sein de la famille de Pierre, Amélie et Élisabeth, ainsi que la proposition de l'oncle instituteur de prendre en charge Élisabeth, soulignent l'importance de la famille et de la communauté dans la vie des personnages.
4. Identité et intégration sociale : Le personnage d'Élisabeth, qui a du mal à s'intégrer dans son nouvel environnement, explore les thèmes de l'identité et de l'adaptation sociale, notamment à travers son comportement rebelle et son refus de se conformer aux attentes de la société.
5. Éducation et apprentissage : Les défis auxquels Élisabeth est confrontée à l'école, ainsi que son parcours d'apprentissage et de développement, mettent en lumière le rôle crucial de l'éducation dans la formation des individus et leur intégration dans la société.

Ces thèmes offrent une base solide pour explorer les complexités des relations humaines, des émotions et des défis auxquels les personnages sont confrontés dans le roman.